# Эняйоки (приток Кокколанйоки)
Эняйоки — трансграничная река, протекающая в России и Финляндии. Российская часть реки протекает в Карелии. Эняйоки левобережный приток реки Кокколанйоки, длина реки составляет 33 км, площадь водосборного бассейна — 146 км².

## Данные водного реестра
По данным государственного водного реестра России относится к Балтийскому бассейновому округу, водохозяйственный участок реки — Водные объекты бассейна оз. Ладожское без рр. Волхов, Свирь и Сясь, речной подбассейн реки — Нева и реки бассейна Ладожского озера (без подбассейна Свирь и Волхов, российская часть бассейнов). Относится к речному бассейну реки Нева (включая бассейны рек Онежского и Ладожского озера).
Код объекта в государственном водном реестре — 01040300212102000010627.